# گری بیچ
گری بیچ (انگلیسی: Gary Beach؛ ۱۰ اکتبر ۱۹۴۷ – ۱۷ ژوئیهٔ ۲۰۱۸) بازیگر اهل ایالات متحده آمریکا بود.
از فیلم‌ها یا برنامه‌های تلویزیونی که وی در آن نقش داشته‌است می‌توان به تهیه‌کنندگان اشاره کرد.